# برونو باز
برونو باز (23 أبريل 1998 بباريرو في البرتغال - ) هو لاعب كرة قدم برتغالي في مركز الدفاع.

## روابط خارجية
- برونو باز على موقع اتحاد تركيا (لاعب) (الإنجليزية)
- برونو باز على موقع قاعدة بيانات كرة القدم.إي يو (الإنجليزية)
- برونو باز على موقع Soccerway.com (الإنجليزية)